# وليد سراج
وليد سراج (مواليد 27 أكتوبر 1992) هو لاعب كرة قدم سوداني ، يجيد اللعب كمدافع. 

## مسيرة اللاعب
لعب سابقاً في نادي المريخ ونادي اتحاد كلباء ونادي العين ونادي حتا ونادي خورفكان.

## روابط خارجية
- وليد سراج على موقع Soccerway.com (الإنجليزية)